# POLG2
POLG2‏ (DNA polymerase gamma 2, accessory subunit) هوَ بروتين يُشَفر بواسطة جين POLG2 في الإنسان.